# 2008년 UEFA 인터토토컵
2008년 UEFA 인터토토컵은 UEFA 인터토토컵의 마지막 대회이자 UEFA가 주관하는 14번째 인터토토컵이다. 3회전으로 구성되었으며 여기에서 우승한 11개 팀은 UEFA컵의 2차 예선에 진출하게 되었다. 대진표 추첨은 2008년 4월 21일에 UEFA의 본부가 있는 스위스 니옹에서 진행되었다. SC 브라가가 우승을 차지하였다.

## 팀 배정

지역 구분 지도

50개 UEFA의 축구 협회에서 50개 팀이 참가한다. 아래는 2008년 인터토토컵 계획이다.
1회전: (28팀)
- 28팀 - 23~36, 38~50, 53위 협회

2회전: (28팀)
- 14팀 - 1회전의 승리팀
- 14팀 - 9~22위 협회

3회전: (22탐)
- 14팀 - 2회전의 승리팀
- 8팀 - 1~8위 협회

## 1회전
1차전은 2008년 6월 21일과 6월 22일 양일에 열리고, 2차전은 2008년 6월 28일과 6월 29일에 열린다.
| 팀 1              | 합계             | 팀 2                  | 1차전            | 2차전            |
| 남부-지중해 지역  | 남부-지중해 지역 | 남부-지중해 지역      | 남부-지중해 지역 | 남부-지중해 지역 |
| ----------------- | ---------------- | --------------------- | ---------------- | ---------------- |
| 베사 카바여       | (a)1–1           | 에트니코스 아크나스   | 0–0              | 1–1              |
| 첼릭              | 4–4(a)           | 그르발리              | 3–2              | 1–2              |
| 리예카            | 0–2              | 레노바                | 0–0              | 0–2              |
| 하이버니언스      | 0–3              | 고리차                | 0–3              | 0–0              |
| 중앙-동부 지역    |                  |                       |                  |                  |
| 제티수            | 3–6              | 부다페스트 혼베드     | 1–2              | 2–4              |
| 미카              | 2–2(a)           | 티라스폴              | 2–2              | 0–0              |
| 네프치 바쿠       | (a)3–3           | 니트라                | 2–0              | 1–3              |
| 크라코비아        | 1–5              | 샤흐타르 솔리고르스크 | 1–2              | 0–3              |
| 에첼라 에텔부르크 | (a)2–2           | 로코모티비 트빌리시   | 0–0              | 2–2              |
| 북부 지역         |                  |                       |                  |                  |
| 에크라나스        | 4–0              | 나르바 트란스         | 1–0              | 3–0              |
| HB 토르스하운     | 1–4              | 엘프스보리            | 1–4              | 0–0              |
| 보헤미안          | 9–3              | 릴                    | 5–1              | 4–2              |
| 리즈번 디스틸러리 | 3–6              | TPS                   | 2–3              | 1–3              |
| 리가              | 3–2              | 필키르                | 1–2              | 2–0              |

## 2회전
1차전은 2008년 7월 5일과 7월 6일에 열리고, 2차전은 7월 12일과 7월 13일에 열린다.
| 팀 1                       | 합계             | 팀 2                  | 1차전            | 2차전            |
| 남부-지중해 지역           | 남부-지중해 지역 | 남부-지중해 지역      | 남부-지중해 지역 | 남부-지중해 지역 |
| -------------------------- | ---------------- | --------------------- | ---------------- | ---------------- |
| 체르노모레츠 부르가스      | 3-1              | 고리차                | 1-1              | 2-0              |
| 그르발리                   | 2-3              | 시바스스포르          | 2-2              | 0-1              |
| 그라스호퍼 취리히          | 5-1              | 베사 카바여           | 2-1              | 3-0              |
| 레노바                     | 1-3              | 브네이 사크닌         | 1-2              | 0-1              |
| OFK 베오그라드             | 2-3              | 파니오니오스          | 1-0              | 1-3              |
| 중앙-동부 지역             |                  |                       |                  |                  |
| 헤르미날 베이르스호트      | 1-2              | 네프치 바쿠           | 1-1              | 0-1              |
| 사투른 모스크바 오블라스티 | 8-1              | 에첼라 에텔부르크     | 7-0              | 1-1              |
| 티라스폴                   | 1-3              | 타우리야 심페로폴     | 0-0              | 1-3              |
| 슈투름 그라츠              | 2-0              | 샤흐타르 솔리고르스크 | 2-0              | 0-0              |
| 테플리체                   | 3-3(a)           | 부다페스트 혼베드     | 1-3              | 2-0              |
| 북부 지역                  |                  |                       |                  |                  |
| TPS                        | 1-4              | 오덴세                | 1-2              | 0-2              |
| 하이버니언                 | 0-4              | 엘프스보리            | 0-2              | 0-2              |
| 에크라나스                 | 1-7              | 로센보르그            | 1-3              | 0-4              |
| 리가                       | (a)2-2           | 보헤미안              | 1-0              | 1-2              |

## 3회전
1차전은 2008년 7월 19일과 7월 20일에 열리고, 2차전은 7월 26일과 7월 27일에 열릴 예정이다.
| 팀 1                       | 합계             | 팀 2                  | 1차전            | 2차전            |
| 남부-지중해 지역           | 남부-지중해 지역 | 남부-지중해 지역      | 남부-지중해 지역 | 남부-지중해 지역 |
| -------------------------- | ---------------- | --------------------- | ---------------- | ---------------- |
| 브네이 사크닌              | 1-3              | 데포르티보 라 코루냐  | 1-2              | 0-1              |
| 파니오니오스               | 0-2              | 나폴리                | 0-1              | 0-1              |
| 시바스스포르               | 0-5              | 스포르팅 브라가       | 0-2              | 0-3              |
| 그라스호퍼 취리히          | 4-0              | 체르노모레츠 부르가스 | 3-0              | 1-0              |
| 중앙-동부 지역             |                  |                       |                  |                  |
| 사투른 모스크바 오블라스티 | 1-3              | 슈투트가르트          | 1-0              | 0-3(연장)        |
| 네프치 바쿠                | 2-3              | 바슬루이              | 2-1              | 0-2              |
| 렌                         | 1-1(10-9p)       | 타우리야 심페로폴     | 1-0              | 0-1(연장)        |
| 슈투름 그라츠              | 2-1              | 부다페스트 혼베드     | 0-0              | 2-1              |
| 북부 지역                  |                  |                       |                  |                  |
| NAC 브레다                 | 1-2              | 로센보르그            | 1-0              | 0-2              |
| 오덴세                     | 2-3              | 애스턴 빌라           | 2-2              | 0-1              |
| 엘프스보리                 | 1-0              | 리가                  | 1-0              | 0-0              |

## 우승 팀
인터토토컵의 우승 팀들은 UEFA컵 2008-09의 2차 예선전에 출전하게 된다.
- 스포르팅 브라가 (16강전 진행 중)
- 데포르티보 라 코루냐 (32강전)
- 슈투트가르트 (32강전)
- 애스턴 빌라 (32강전)
- 로센보르그 (조별 리그)
- 나폴리 (1회전)
- 렌 (1회전)
- 바슬루이 (1회전)
- 그라스호퍼 취리히 (2차 예선전)
- 슈투름 그라츠 (2차 예선전)
- 엘프스보리 (2차 예선전)

## 같이 보기
- 2008-09년 UEFA 챔피언스리그
- 2008-09년 UEFA컵